# Martin Norberg
Gustaf Martin Eugen Norberg (Stoccolma, 28 dicembre 1902 – Stoccolma, 18 settembre 1991) è stato un pallanuotista svedese, che ha partecipato alle Olimpiadi estive del 1924.